# Шинкичи Кикучи
Шинкичи Кикучи (јап. 菊池 新吉; 12. април 1967) бивши је јапански фудбалер.

## Каријера
Током каријере је играо за Токио Верди и Кавасаки Фронтале.

## Репрезентација
За репрезентацију Јапана дебитовао је 1994. године. За тај тим је одиграо 7 утакмица.

## Статистика
| Јапан  | Јапан   | Јапан  |
| Година | Наступи | Голови |
| ------ | ------- | ------ |
| 1994.  | 5       | 0      |
| 1995.  | 2       | 0      |
| Укупно | 7       | 0      |